# Alejandro Parreño
Alejandro Parreño Gausí, conocido artísticamente como Nómada es un cantante y compositor valenciano español, conocido por su participación en la primera edición del concurso televisivo Operación Triunfo en 2001-2002.

## Trayectoria profesional
Alejandro Parreño Gausí nació en la ciudad de Valencia el 10 de enero de 1978. Desde pequeño vivió un ambiente musical en su casa. Es el menor de cuatro hermanos: Cristina, Inmaculada, Gonzalo (estos dos últimos fallecidos) y él. Su padre, Mariano, que era amante de la música, tocaba la armónica y le gustaba oír música clásica con sus hijos.
Después de cursar sus estudios se fue a Inglaterra durante año y medio a perfeccionar el inglés y conocer la música que más destacaba. Llegó a tocar con un grupo de amigos en estaciones del metro. 

### 2001: Operación Triunfo
En 2001 se presentó y fue seleccionado en los castings de la primera edición de Operación Triunfo y se mantuvo en el programa hasta la Gala 8. Posteriormente participó como sus compañeros en el espacio semanal Triunfomanía, en las galas dedicadas al programa así como en la gira por todo el país.

### 2002:Perdido en el paraíso
El 29 de abril de 2002 lanzó su primer disco al mercado, Perdido en el paraíso (Vale Music) y que obtuvo un disco platino. Su primer sencillo, "Ellas" alcanzó el número 1 en la lista de Los 40 Principales. Su segundo sencillo fue el tema pop "Perdido en el paraíso". Durante el verano de 2002 realizó una gira junto a su compañera de edición, la cantante Gisela Lladó.
Tras su paso por el concurso, fue pareja durante dos años de su compañera del concurso, Mireia Montávez.

### 2003-2004:Me río
El 19 de mayo de 2003 presentó su segundo trabajo discográfico Me río (Vale Music, Tool Music). Precedido del sencillo "Si los ángeles se rinden", entró en el Top 15 de la lista de ventas de los discos más vendidos en España. Este álbum incluye un dúo con la cantante Chenoa en el tema "Dime si lloras". Ese mismo año realizó una gira en solitario para presentar su segundo álbum por todo el país. 
También interpretó junto a Beth un cover de la canción "En el medio del camino" que se incluyó en el álbum Generación OT y fue junto a "Miénteme" una de las canciones con más difusión del disco.

### 2005-2015:Nómaday trabajos de compositor
En 2006 inició su andadura como vocalista de Nómada (grupo musical creado junto a su hermano Gonzalo Parreño y Pablo Torres). Su primer disco homónimo fue producido por Dro Atlantic (sello discográfico de Warner Music Group). Este trabajo lanzado en 2007 incluye singles como "Las horas" (primera carta de presentación) o "Huir de mí".
En 2008 compuso la canción "Adiós" para el álbum Angy de la cantante Angy Fernández. Como compositor ha escrito para varios artistas como Fran Dieli (Generación OT, Los Supersingles), entre otros.
En 2012 presentó con Nómada la canción "Vuelve cuando quieras" (inspirado en la película Los amantes del Círculo Polar). Posteriormente lanzó en solitario la versión acústica de su primer sencillo "Ellas".
En 2014 actuó junto a Presuntos Implicados, Leo Segarra y otras bandas en un homenaje a Nino Bravo. Además realizó actuaciones en salas de conciertos de Valencia.

### 2016-2017:Cover House
En 2016 realizó conciertos junto a la banda Cover House.

### 2018-2022:Infinitoy sencillos
En 2018 ficha por el sello independiente Alias Music con el que trabaja en nuevos proyectos discográficos producidos por Manuel Torres. 
En primavera de ese mismo año ve la luz el primer sencillo "El mundo que no conocí". En otoño sale el segundo sencillo "Infinito". 
En 2020 lanza el sencillo "Harto" y en 2022 presenta el tema "A dos pasos" con videoclip.

## Discografía

### Álbumes de estudio
| Año  | Álbum                 | Detalles |
| ---- | --------------------- | --- |
| 2002 | Perdido en el paraíso | - Lanzamiento: 29 de abril de 2002 - Formatos: CD, Digital - Discográfica: Vale Music - Top 100 álbumes de Promusicae: 5 - Certificación por Promusicae: Disco de Platino |
| 2003 | Me río                | - Lanzamiento: 19 de mayo de 2003 - Formatos: CD, Digital - Discográfica: Vale Music - Top 100 álbumes de Promusicae: 17                                                  |
| 2006 | Nómada                | - Lanzamiento: 5 de diciembre de 2006 - Formatos: CD, Digital - Discográfica: Warner Music Spain                                                                          |

### Sencillos
- 2002: Ellas
- 2002: Perdido en el paraíso
- 2003: Si los ángeles se rinden
- 2006: Las horas
- 2007: Huir de mí
- 2012: Vuelve cuando quieras
- 2013: Ellas (Acústico)
- 2019: El Mundo Que No Conocí
- 2019: Infinito
- 2020: Pretty girl
- 2020: Harto
- 2022: A dos pasos
- 2024: Esto no es amor

### Colaboraciones
- 2003: Dime si lloras (con Chenoa)
- 2017: Silencio (con David Bisbal)
- 2017: Hay un amigo en mí (con Manu Tenorio)

#### Operación Triunfo
- Gala 1: Cuando un amor se va (con Manu Tenorio).
- Gala 2: It's gonna be me (con Juan Camus y Javián).
- Gala 3: Don't let the sun go down on me (con Naím Thomas).
- Gala 4: Suave (con Naím Thomas y David Bisbal).
- Gala 5: Es por ti (con Natalia Rodríguez y Manu Tenorio).
- Gala 6: Quédate a dormir.
- Gala 7: Será que no me amas (con David Bustamante y Manu Tenorio).
- Gala 8: Black magic woman.
- Gala Navideña: Mi música es tu voz (con todos), Angels (con Juan Camus), Carolina.
- Gala Disney: Hay un amigo en mí (con Manu Tenorio).
- Operación triunfo: el disco del deporte - I believe I can fly (con Chenoa).
- Operación triunfo: en concierto - Black magic woman, Ellas, Mi música es tu voz y Corazón espinado.
- Generación OT: Juntos - En el medio del camino (con Beth).
- OT 2017: Gala Especial (Universal) - Don't let the sun go down on me (con Raoul Vázquez).

## Videoclips
| Año  | Canción                  |
| ---- | ------------------------ |
| 2002 | Ellas                    |
| 2002 | Perdido en el paraíso    |
| 2003 | Si los ángeles se rinden |
| 2007 | Las horas                |
| 2007 | Huir de mí               |
| 2012 | Vuelve cuando quieras    |
| 2019 | El mundo que no conocí   |
| 2019 | Infinito                 |
| 2022 | A dos pasos              |
| 2024 | Esto no es amor          |

## Giras
- 2002: Gira Operación Triunfo
- 2005: Gira Nómada
- 2016: Gira OT: El reencuentro
- 2017 - 2018: Cover House
- 2022: Gira Infinito

## Cine y televisión
- Operación Triunfo (2002)
- OT: La película (2002)
- OT: El reencuentro (2016)
- Jurado invitado en Operación Triunfo 2017[12] (2017)